# Bülkau
Bülkau község Németországban, Alsó-Szászországban, a Cuxhaveni járásban. Lakosainak száma 825 fő (2023. december 31.).